# Wiktar Hanczar
Wiktar Iosifawicz Hanczar (biał. Віктар Іосіфавіч Ганчар, ros. Виктор Иосифович Гончар, Wiktor Iosifowicz Gonczar; ur. 7 września 1957, zaginął 16 września 1999) – białoruski polityk.

## Życiorys

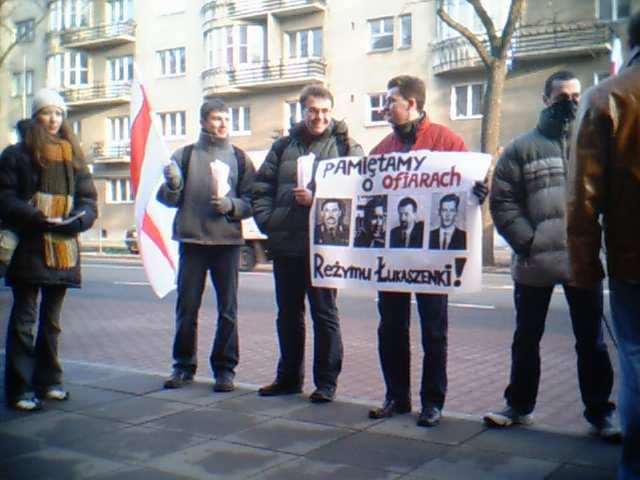
Demonstranci w Warszawie z portretami białoruskich zaginionych, 10 grudnia 2003 roku. Portret Wiktara Hanczara drugi z lewej.

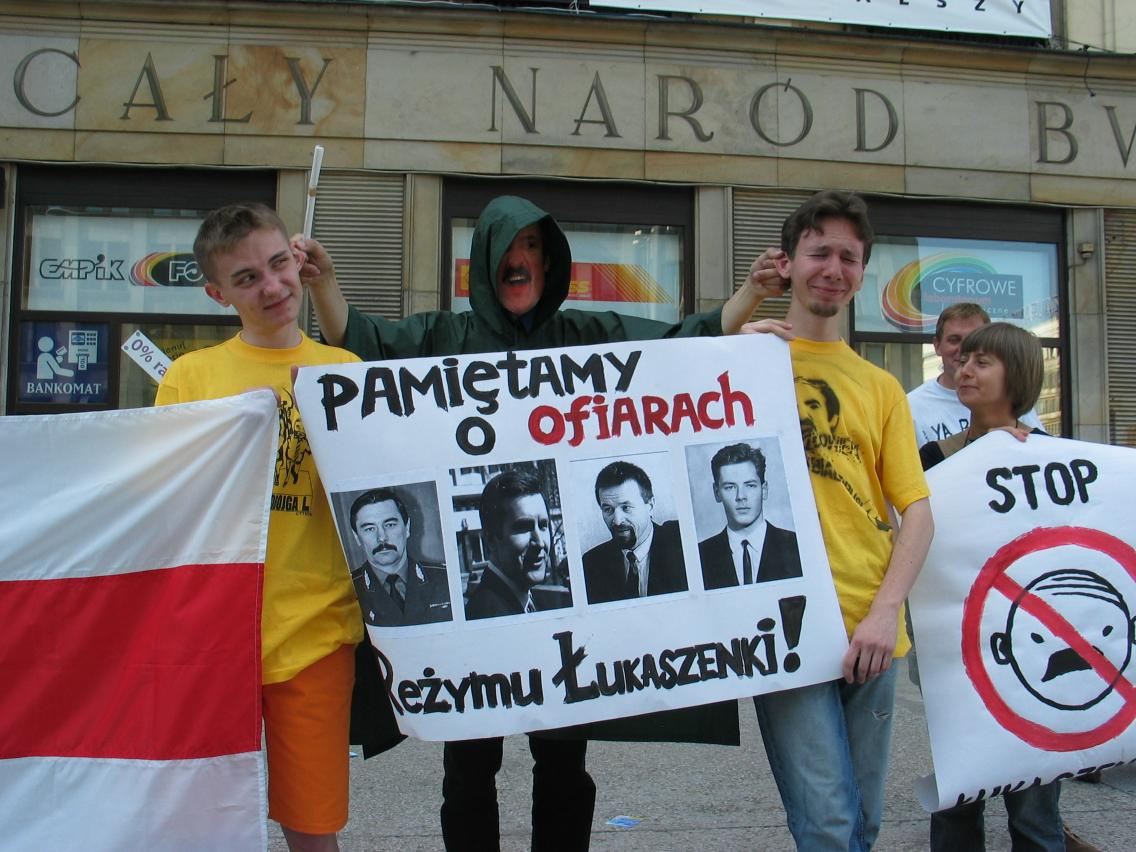
Happening w Warszawie przypominający o zaginionych, 7 lipca 2004 roku.

Był absolwentem Białoruskiego Uniwersytetu Państwowego. W 1994 roku został wicepremierem ds. gospodarki. Od 1995 roku stał na czele Centralnej Komisji Wyborczej. Pełnił funkcję sekretarza generalnego Sądu Gospodarczego Wspólnoty Niepodległych Państw. Był członkiem Zjednoczonej Partii Obywatelskiej.
W drugiej turze uzupełniających wyborów parlamentarnych 10 grudnia 1995 roku został wybrany na deputowanego do Rady Najwyższej Republiki Białorusi XIII kadencji z Kołasauskiego Okręgu Wyborczego Nr 248 miasta Mińska. 19 grudnia 1995 roku został zarejestrowany przez centralną komisję wyborczą, a 9 stycznia 1996 roku zaprzysiężony na deputowanego. Od 23 stycznia pełnił w Radzie Najwyższej funkcję członka Stałej Komisji ds. Ustawodawstwa. Należał do opozycyjnej wobec prezydenta Alaksandra Łukaszenki frakcji „Działanie Obywatelskie”. Od 21 czerwca był członkiem delegacji Rady do Zgromadzenia Parlamentarnego Stowarzyszenia Białorusi i Rosji. 27 listopada 1996 roku, po dokonanej przez prezydenta kontrowersyjnej i częściowo nieuznanej międzynarodowo zmianie konstytucji, nie wszedł w skład utworzonej przez niego Izby Reprezentantów Zgromadzenia Narodowego Republiki Białorusi I kadencji. Zgodnie z Konstytucją Białorusi z 1994 roku jego mandat deputowanego do Rady Najwyższej zakończył się 9 stycznia 2001 roku; kolejne wybory do tego organu jednak nigdy się nie odbyły.
W maju 1999 roku zorganizował nieuznane przez władze wybory prezydenckie, a w 3 miesiące później ogłosił koniec kadencji Alaksandra Łukaszenki. Zaginął bez wieści, ostatni raz był widziany w Mińsku 16 września 1999 roku razem z Anatolem Krasouskim. 21 stycznia 2003 roku władze umorzyły śledztwo w jego sprawie.
W 2019 były członek białoruskich służb Juryj Harauski udzielił relacji rosyjskiej redakcji Deutsche Welle, w której stwierdził, że 16 września 1999 Hanczar i Krasouski mieli zostać porwani przez żołnierzy Specjalnego Oddziału Szybkiej Reakcji pod dowództwem Dzmitryja Pauliczenki, zabrani do bazy wojskowej w Biehomli, zamordowani w lesie i pochowani w uprzednio przygotowanych grobach.